# Băcel
Băcel – wieś w Rumunii, w okręgu Covasna, w gminie Chichiș. W 2011 roku liczyła 518 mieszkańców.